# Airport Rail Link
El Airport Rail Link (en español: Enlace Ferroviario al Aeropuerto, en tailandés: รถไฟฟ้าเชื่อมท่าอากาศยานสุวรรณภูมิ), comúnmente conocido como Air Link, es un servicio de trenes elevados que conecta el aeropuerto Suvarnabhumi con el centro de Bangkok, Tailandia. Dispone de tres servicios, que permiten llegar desde la terminal aérea a las estaciones Phaya Thai o Makkasan en 30 minutos (las líneas expresas demoran entre 15 y 18 minutos), y combinar con el metro o el Skytrain.
Comenzó a construirse en julio de 2005, entró en operaciones comerciales el 23 de agosto de 2010 y alcanzó operatividad completa el 4 de enero de 2011. Es administrado por State Railway of Thailand (SRT) y operado por SRT Electrified Train (SRTET).

## Operación

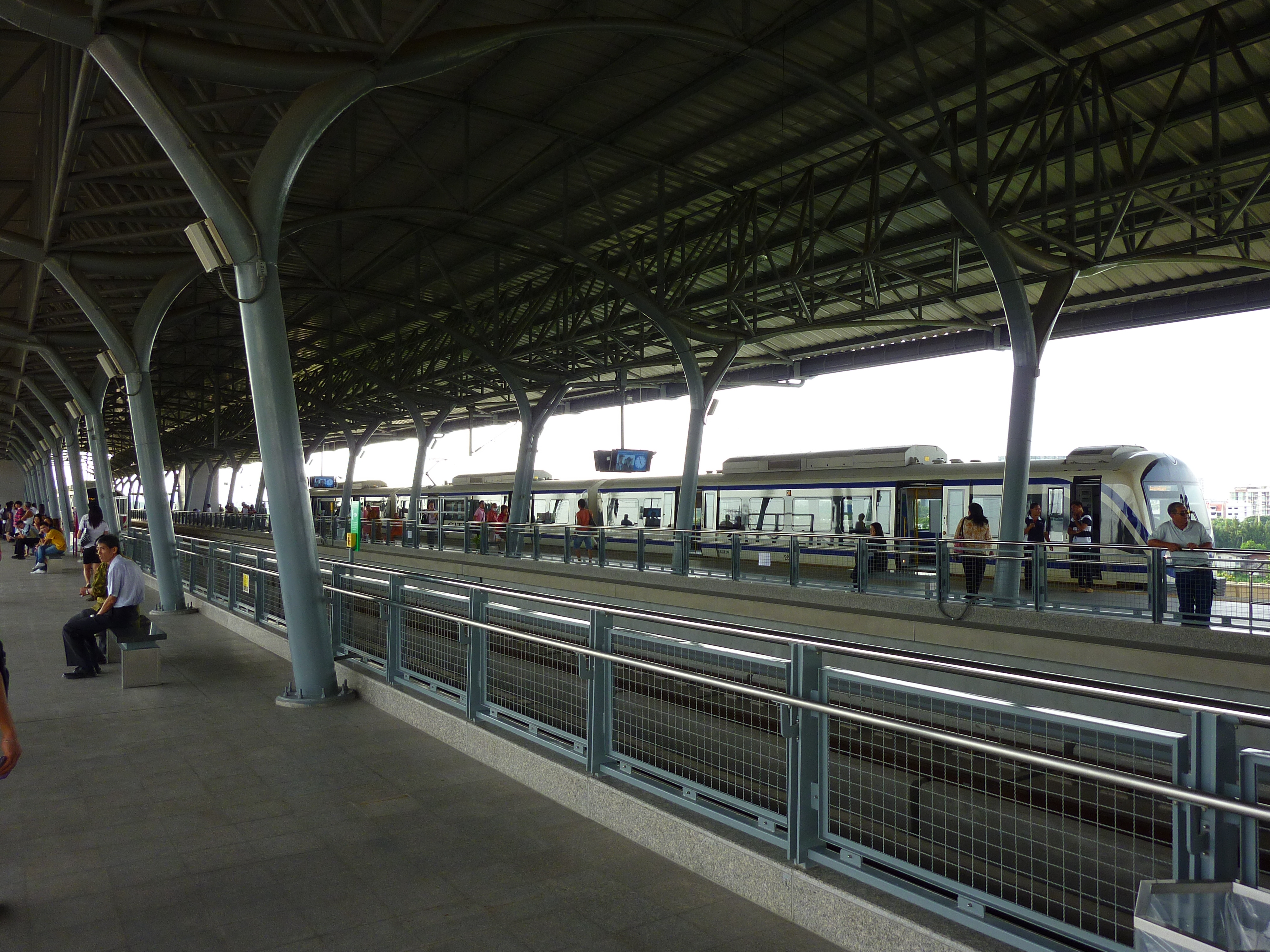
Estación Hua Mak.

Funciona de 6 de la mañana a medianoche diariamente. El tren expreso a Makkasan tiene una frecuencia de 40 minutos en ambas direcciones, el que se dirige a Phaya Thai sale cada 30 minutos y el City Line tiene una frecuencia de entre 12 y 20 minutos. Transporta un promedio diario de 50.000 pasajeros.

## Material rodante
Son todas unidades con aire acondicionado fabricadas por Siemens AG, modelo Desiro Class 360/2, que alcanzan una velocidad máxima de 160 kilómetros por hora. Se utilizan cuatro formaciones para las líneas de tren expreso y cinco para el City Line. Los trenes expreso tienen formaciones de 16 carros y en el City Line se utilizan 15 carros.

## Líneas

### Tren expreso Suvarnabhumi-Makkasan

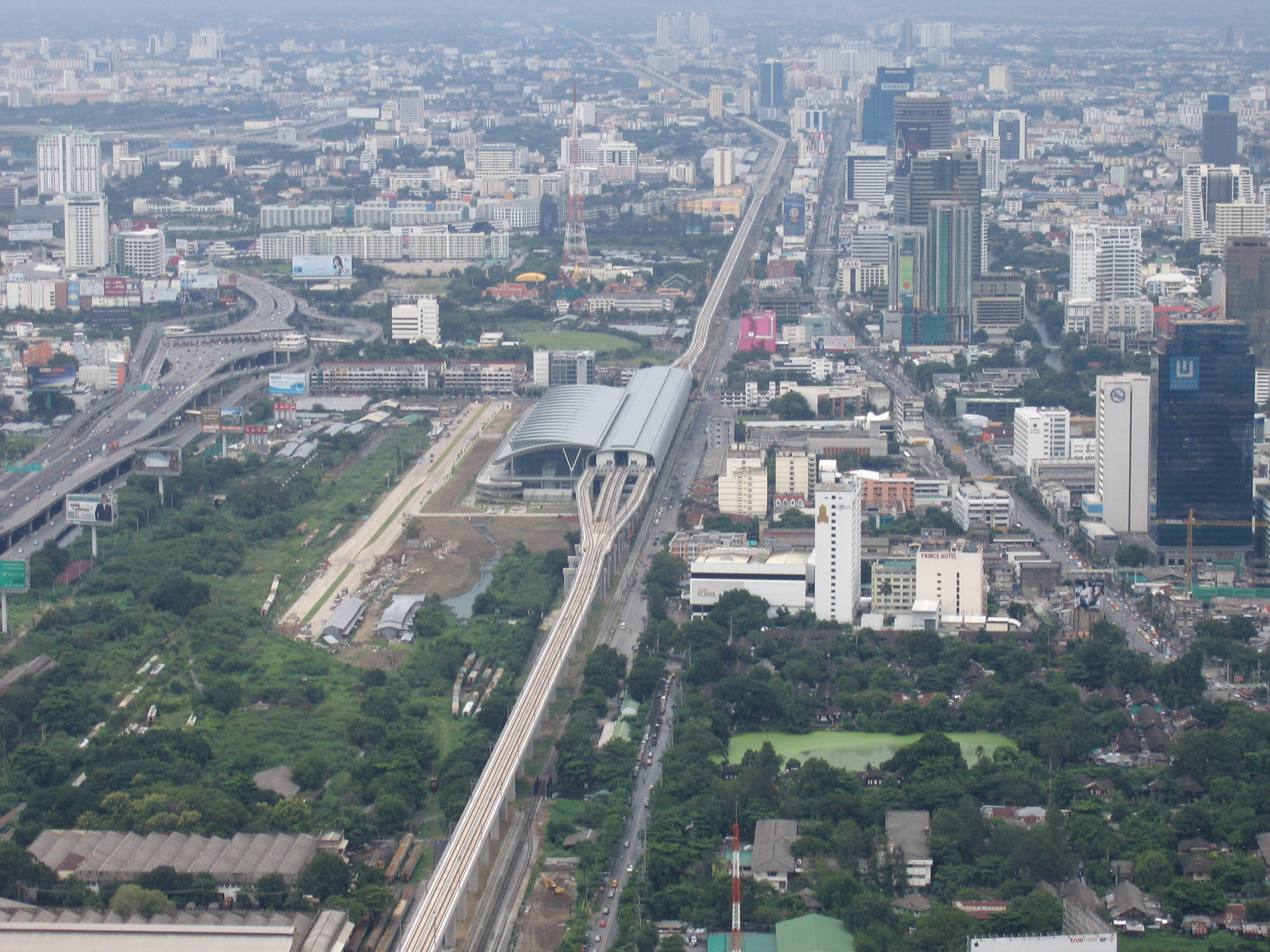
Estación Makkasan.

Es un servicio sin paradas intermedias entre el aeropuerto Suvarnabhumi y la estación Makkasan, en el distrito Ratchathewi. Emplea unos 15 minutos en cubrir el trayecto de 25 kilómetros. En la estación Massakan funciona una City Air Terminal que permite despachar el equipaje para el vuelo hasta con doce horas de antelación.
En la estación Makkasan tiene correspondencia con el MRT Metro, estación Petchaburi.

### Tren expreso Suvarnabhumi-Phaya Thai
Es un servicio sin paradas intermedias entre el aeropuerto Suvarnabhumi y la estación Phaya Thai, en el distrito Ratchatewi. Emplea unos 18 minutos en cubrir el trayecto de 28 kilómetros.
En la estación Phaya Thai tiene correspondencia con el BTS Skytrain (metro aéreo), línea Sukhumvit.

### Suvarnabhumi Airport City Line (SA City Line)
Es un servicio que emplea unos 30 minutos en cubrir el trayecto de 28 kilómetros, que abarca ocho estaciones:
| Código | Estación       | Nombre en tailandés | Distrito    | Región                    | Conexiones                           |
| ------ | -------------- | ------------------- | ----------- | ------------------------- | ------------------------------------ |
| A1     | Suvarnabhumi   | สุวรรณภูมิ             | Bang Phli   | Provincia de Samut Prakan | —                                    |
| A2     | Lat Krabang    | ลาดกระบัง            | Lat Krabang | Ciudad de Bangkok         | —                                    |
| A3     | Ban Thap Chang | บ้านทับช้าง            | Prawet      | Ciudad de Bangkok         | —                                    |
| A4     | Hua Mak        | หัวหมาก              | Suan Lang   | Ciudad de Bangkok         | —                                    |
| A5     | Ramkhamhaeng   | รามคำแหง            | Suan Lang   | Ciudad de Bangkok         | —                                    |
| A6     | Makkasan       | มักกะสัน              | Ratchathewi | Ciudad de Bangkok         | Estación Petchaburi del MRT metro    |
| A7     | Rathchaprarop  | ราชปรารภ            | Ratchathewi | Ciudad de Bangkok         | —                                    |
| A8     | Phaya Thai     | พญาไท               | Ratchathewi | Ciudad de Bangkok         | Estación Phaya Thai del BTS Skytrain |

La única estación subterránea es la de Suvarnabhumi, en tanto que las siete restantes son elevadas.